# Inocencio López Bernagossi
Inocencio López y Bernagossi (en catalán: Innoncenci López i Berganossi, Gerona, 1829 - Barcelona, 22 de septiembre de 1895) fue librero y editor español. Fue fundador de los semanarios satíricos La Campana de Gracia y L'Esquella de la Torratxa y padre y abuelo de libreros.

## Biografía
Nacido en Gerona en 1829, hijo de Miguel López y de Juana Bernagossi, se estableció en Barcelona, en un local de la Rambla, donde se dedicó a una fructífera actividad editorial. Antiguo dependiente de la casa Tasso, en 1855 adquirió la Librería Española, desde donde proyectó semanarios y colecciones populares que tuvieron una gran acogida. Editó los almanaques de El Cañón Rayado, Un Tros de Paper, Lo Noi de la Mare, La Rambla, El Tiburón, Lo Xanguet y otros, y también los Sanglots Poetichs de Pitarra, así como las revistas satíricas Un tros de paper y Lo noi de la mare y obras de Almirall, Robert, Roure, Llanas, etc. Su acierto más grande fue fundar La Campana de Gràcia y L'Esquella de la Torratxa, las publicaciones de vida más larga de la prensa catalana y dos títulos emblemáticos del periodismo satírico en Cataluña. En estas publicaciones y colabora entre otros el dibujante, Jaume Juez, conocido por el pseudónimo de "Xirinius".
De ideas republicanas, tomó parte en la Revolución de 1868, y fue miembro de la Junta Revolucionaria de Barcelona; también fue nombrado (1873) director general de correos en Cuba. Fue enterrado en el Cementerio de Montjuic
Se casó con Juana Benturas y Puig (1824-1892). Su hijo Antoni López Benturas heredó la Librería Española y continuó su tarea. Su hijo Guillem López Benturas fue un conocido médico y teniente de alcalde del Ayuntamiento de Barcelona. Tuvo además otros hijos: Enric (1907-1907), Josep y Elvira López Benturas.